# Amphicar
Amphicar — плавучий автомобіль із заходу Німеччини.
Єдиний автомобіль даного типу, який вироблявся для масового продажу. Більша частина машин йшла на експорт, в основному в США. Всього було випущено близько 3878 автомобілів.  
Автомобіль не завоював великої популярності через високу вартість (в шістдесятих роках він коштував близько 12 000 дойчмарок), внаслідок чого оголосив себе банкрутом після семи років виробництва. Крім того, для використання амфібій у водоймах необхідно було отримати "дозвіл на управління спортивними яхтами", що створювало додаткові незручності для власника.
Тим не менше, в наш час «Амфікар» є культовим автомобілем в Німеччині та США.

## Технічні особливості

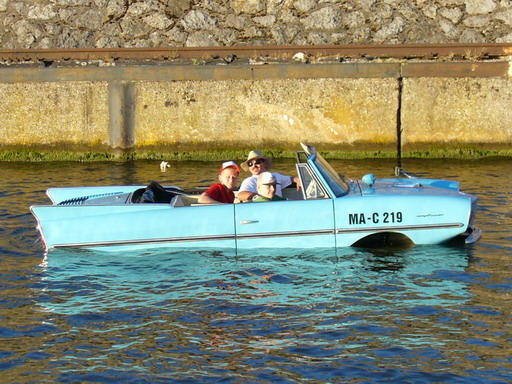

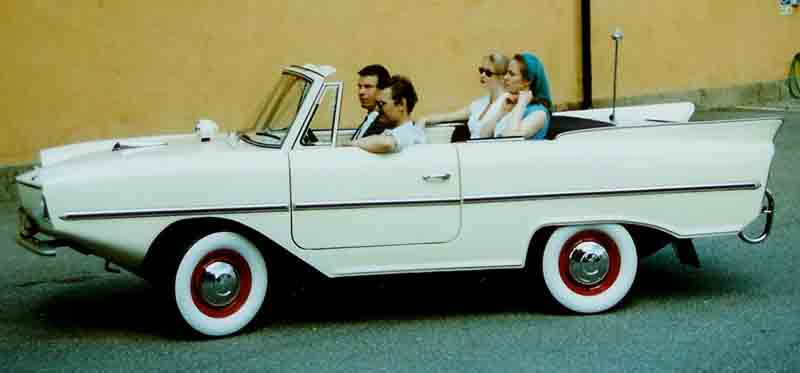